# Cerimonia di chiusura dei Giochi della XXXI Olimpiade

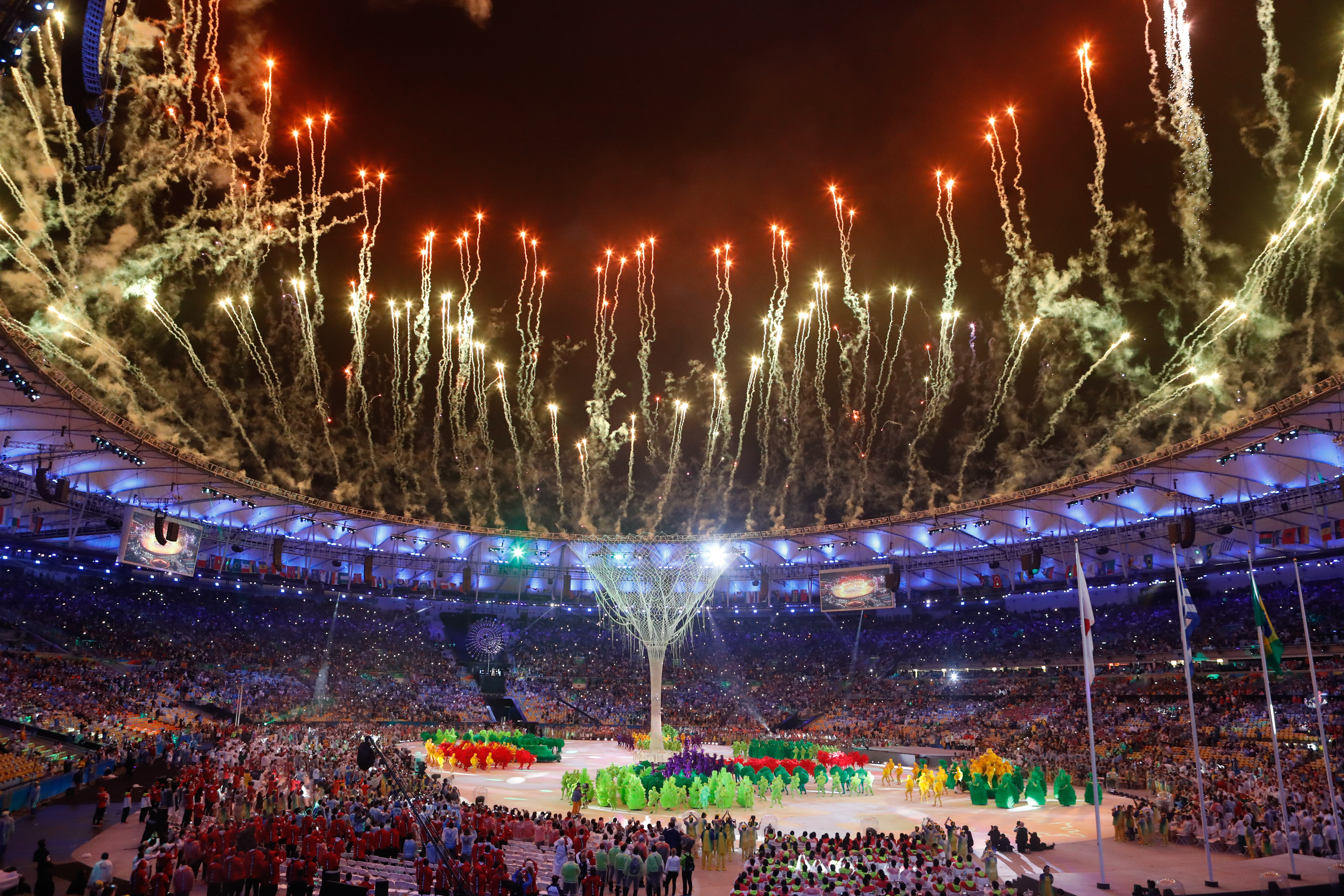
Uno dei momenti finali.

La cerimonia di chiusura dei Giochi della XXXI Olimpiade si è tenuta il 21 agosto 2016 a partire dalle ore 20:00 (BRT) presso lo stadio Maracanã di Rio de Janeiro, preparato in tempi brevissimi (la sera precedente vi si è tenuta la finale del torneo olimpico di calcio maschile).
Come previsto dal protocollo tradizionale, la cerimonia ha incluso uno spettacolo artistico, il discorso di chiusura del presidente del Comitato Olimpico Internazionale Thomas Bach e del capo del comitato organizzatore Carlos Arthur Nuzman; inoltre la bandiera olimpica è stata consegnata dal sindaco di Rio de Janeiro Eduardo da Costa Paes a Yuriko Koike, governatrice di Tokyo, città che ospiterà i prossimi Giochi olimpici. La cerimonia si è conclusa con lo spegnimento del braciere olimpico e uno spettacolo pirotecnico.
Alla cerimonia, che è stata incentrata sul carnevale di Rio de Janeiro, ha partecipato il disc jockey norvegese Kygo, come parte di uno spot promozionale del nuovo Olympic Channel, che è stato lanciato al termine dei giochi. Nello spazio riservato alla presentazione dei Giochi della XXXII Olimpiade hanno partecipato il primo ministro giapponese Shinzō Abe nei panni di Super Mario e la cantante Ringo Shiina. La coreografia relativa al passaggio di consegne fra le due città è stata ideata da Mikiko.